# Nikael Bikua-Mfantse
Nikael Bikua-Mfantse (en ruso: Никаэль Бикуа-Мфансе; Moscú, URSS, 13 de noviembre de 1986) es un deportista ruso que compitió en remo. Ganó una medalla de oro en el Campeonato Europeo de Remo de 2007, en la prueba de cuatro scull.

## Palmarés internacional
| Campeonato Europeo | Campeonato Europeo | Campeonato Europeo | Campeonato Europeo |
| Año                | Lugar              | Medalla            | Prueba             |
| ------------------ | ------------------ | ------------------ | ------------------ |
| 2007               | Poznań (Polonia)   | Medalla de oro     | Cuatro scull       |